# Milan Trenc
Milan Trenc (nacido el 2 de enero de 1962) es un ilustrador, director de cine croata y novelista.
Nacido en Zagreb, Trenc primero fue a la Escuela de Artes Aplicadas, que es una escuela secundaria, dirección de cine luego estudió en la Academia de Zagreb de Arte Dramático. Mientras estuvo allí, comenzó a publicar cómics y después de su graduación trabajó en Zagreb Film, donde creó el Blentons, un episodio de la película de animación El juego dirigido por Krešimir Zimonić. En 1985, se convirtió en jefe Trenc ilustrador de la revista de inicio hasta 1991. En 1990, mientras que aún con Start, hizo el gran momento, luego se muestra en el Festival de Cine de Londres. A lo largo de este tiempo él también estaba publicando cómics e ilustrando las portadas de publicaciones nacionales e internacionales. También escribió y dirigió Ghost Story, una película para la televisión croata.
Trenc dejó iniciar para trasladarse a la ciudad de Nueva York, donde publicó historietas en la revista pesado e ilustraciones Metal en publicaciones como The New York Times, Time, The Wall Street Journal, The New Yorker y Fortune. Él escribió e ilustró Una Noche en el Museo, un libro para niños situado en el Museo de Nueva York de Historia Natural y publicado en 1993 por la Serie Educativa de Barron. El libro fue producido como una película en 2006 y sometido a una novelización de Leslie Goldman. Secuela del Trenc, Otra Noche en el Museo, fue lanzado en marzo de 2013.  En 2000, completó sus propias Trenc largometraje Historias Zen. Trenc ha ganado premios de impresión y de la Sociedad de Diseñadores de publicación para sus ilustraciones de The New York Times.